# Concordia Station
Concordia Station is een permanent bemand Frans/Italiaans poolstation op het Antarctisch Plateau op Antarctica. Het station werd in gebruik genomen in 2005.

## Geschiedenis
In 1992 begon Frankrijk met de bouw van een nieuw onderzoeksstation op het Antarctische Plateau. Later voegde Italië zich bij dit project. In 1996 vestigde een Frans/Italiaans team zich op Dome C. Dit team bereidde de bouw van het station voor en organiseerde de logistiek. In 2005 werd het station bemand met een onderzoeksteam van 13 personen.